# Liste der Biografien/Lad
Liste der Biografien |
Portal Biografien |
Personensuche
# |
A |
B |
C |
D |
E |
F |
G |
H |
I |
J |
K |
L |
M |
N |
O |
P |
Q |
R |
S |
T |
U |
V |
W |
X |
Y |
Z |
?
 
La |
Lb |
Lc |
Le |
Lg |
Lh |
Li |
Lj |
Ll |
Lm |
Lo |
Lp |
Lt |
Lu |
Lv |
Lw |
Lx |
Ly |
Lz
 
Laa |
Lab |
Lac |
Lad |
Lae–Lah |
Lai |
Laj |
Lak |
Lal |
Lam |
Lan |
Lao |
Lap |
Laq |
Lar |
Las |
Lat |
Lau |
Lav |
Law |
Lax |
Lay |
Laz
Die Liste der Biografien führt alle Personen auf, die in der deutschsprachigen Wikipedia einen Artikel haben. Dieses ist eine Teilliste mit 267 Einträgen von Personen, deren Namen mit den Buchstaben „Lad“ beginnt.

## Lad
- Lad, Tanvi (* 1993), indische Badmintonspielerin

### Lada
- Łada, Agnieszka (* 1981), polnische Politologin
- Lada, Androniki (* 1991), zyprische Diskuswerferin
- Lada, Josef (1887–1957), tschechischer Illustrator und KinderbuchautorJosef Lada (1887–1957)

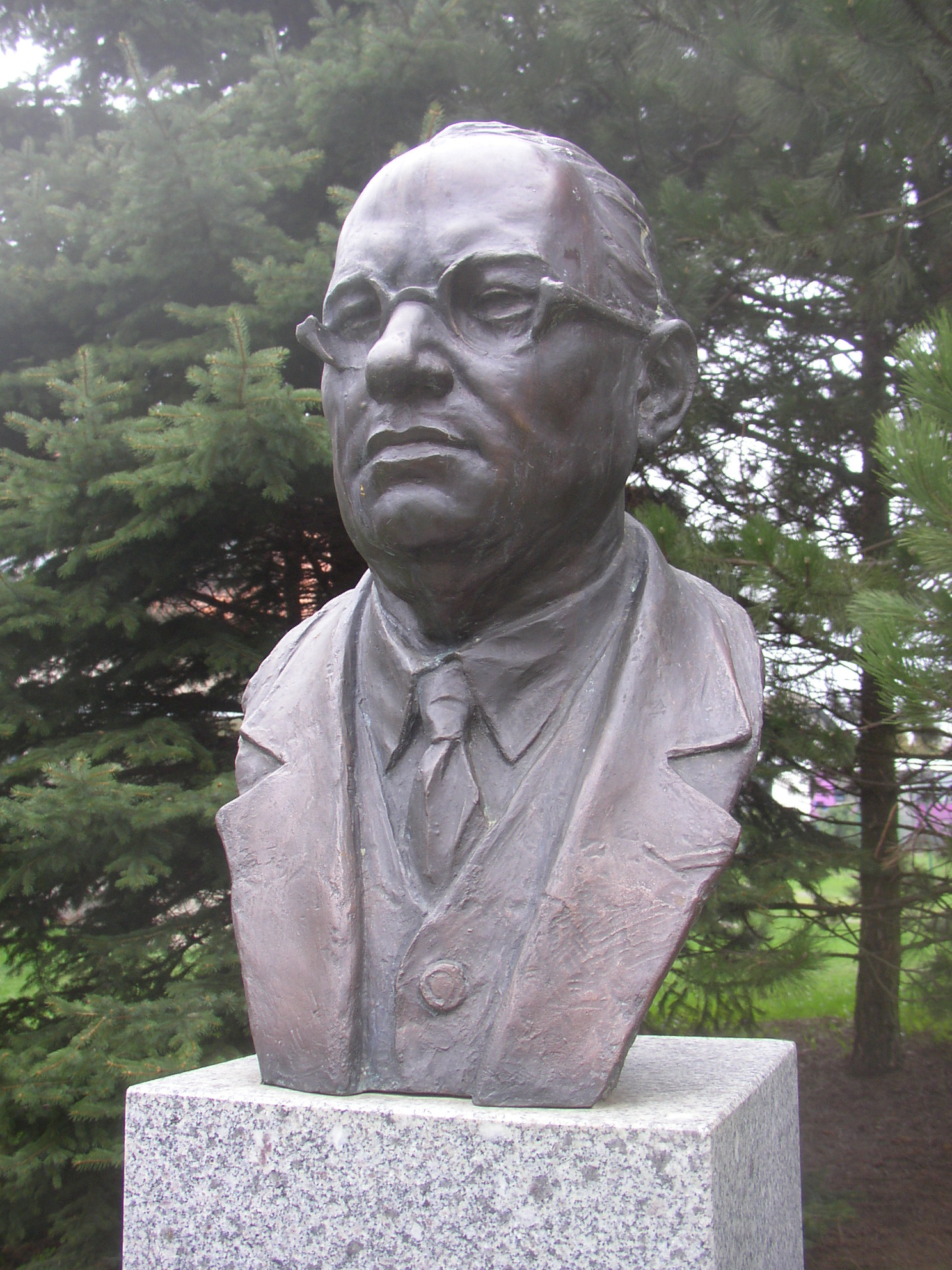
Josef Lada (1887–1957)

- Lada, Otakar (1883–1956), böhmischer Fechter
- Lada-Sázavský, Vlastimil (1886–1956), böhmischer Fechter
- Ladage, Klaus (* 1942), deutscher Jurist
- Ladage, Lorenz (* 1933), deutscher Politiker (CDU), Bürgermeister von Dortmund
- Ladage, Wolfgang (1943–1992), deutscher Fußballspieler
- Ladagnous, Matthieu (* 1984), französischer Radrennfahrer
- Ladaki, Fotini (1952–2022), deutsche Psychoanalytikerin
- Ladame, Paul-Louis (1842–1919), Schweizer Neurologe und Philanthrop
- Ladany, Shaul (* 1936), israelischer Ingenieur, Leichtathlet, Überlebender des Holocaust und Überlebender der Geiselnahme von München 1972
- Ladányi, Balázs (* 1976), ungarischer Eishockeyspieler
- Ladányi, Gedeon (1914–1990), ungarischer Eisschnellläufer
- Ladányi, Gertrúd (* 1949), ungarische Badmintonspielerin
- Ladányi, Józsa (1898–1985), ungarische Chirurgin und Hochschullehrerin
- Ladanyi, Nicolas (* 1889), ungarischer Fußballtrainer
- Ladaria, Luis (* 1944), spanischer Ordensgeistlicher und Kurienkardinal der römisch-katholischen Kirche
- Láday, Tamás (* 1996), rumänisch-ungarischer Eishockeyspieler

### Ladb
- LadBaby (* 1987), englischer Blogger und Sänger
- Ladbury, Bill (1891–1917), britischer Boxer im Fliegengewicht

### Ladd
- Ladd, Alan (1913–1964), US-amerikanischer Filmschauspieler
- Ladd, Alan junior (1937–2022), US-amerikanischer Filmproduzent
- Ladd, Andrew (* 1985), kanadischer Eishockeyspieler
- Ladd, Anna Coleman (1878–1939), US-amerikanische Bildhauerin und Prothetikerin
- Ladd, Aspen (* 1995), US-amerikanische Mixed-Martial-Arts-Kämpferin
- Ladd, Charles C. (1932–2014), US-amerikanischer Geotechniker
- Ladd, Cheryl (* 1951), US-amerikanische Schauspielerin und Sängerin
- Ladd, David (* 1947), US-amerikanischer Filmproduzent und Schauspieler
- Ladd, Diane (* 1935), US-amerikanische SchauspielerinDiane Ladd (* 1935)

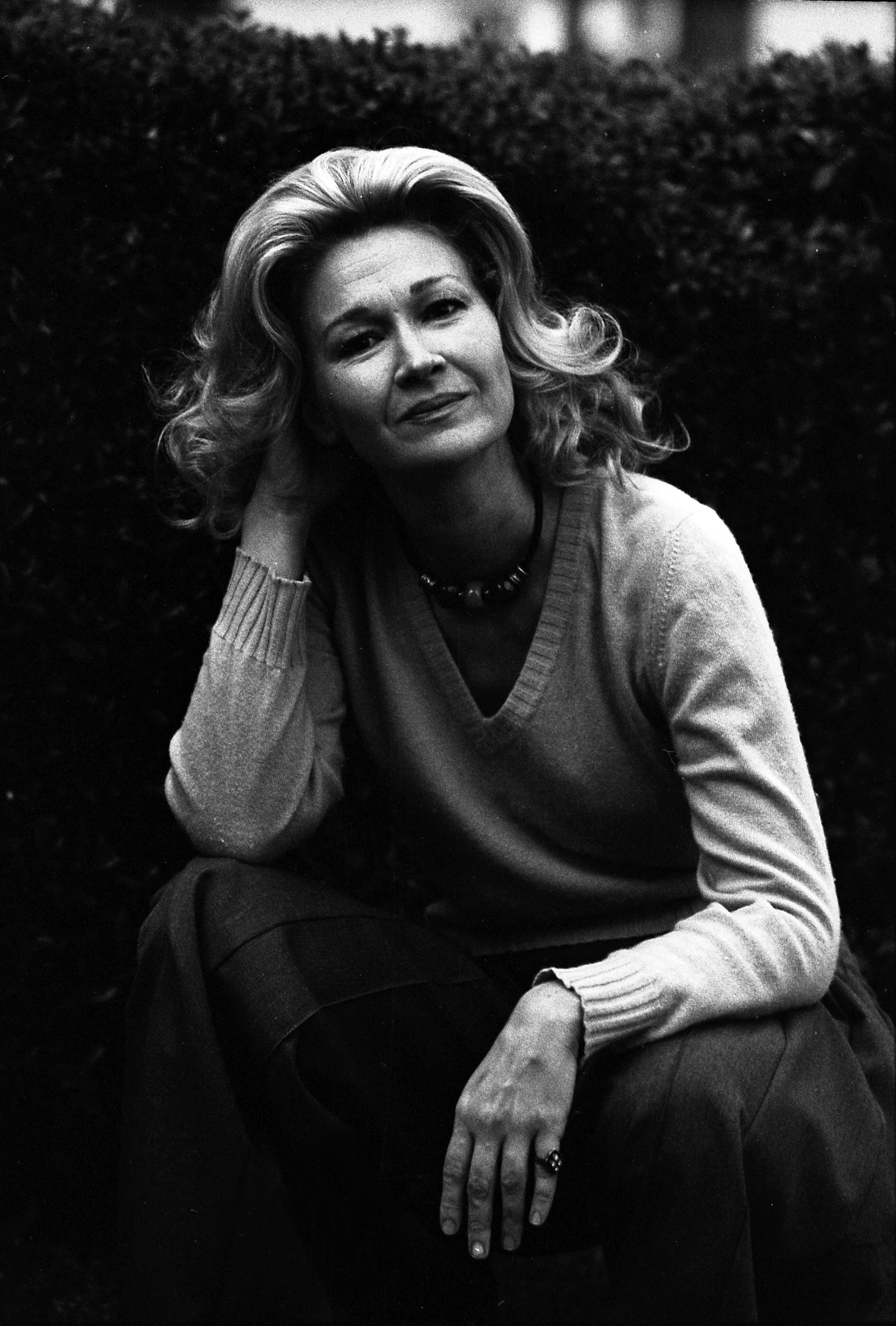
Diane Ladd (* 1935)

- Ladd, Edwin F. (1859–1925), US-amerikanischer Politiker
- Ladd, Ernie (1938–2007), US-amerikanischer American-Football-Spieler und Wrestler
- Ladd, Everett Carll (1937–1999), US-amerikanischer Politikwissenschaftler und Meinungsforscher
- Ladd, George Eldon (1911–1982), US-amerikanischer Baptistenpastor, evangelikaler Theologe und Neutestamentler am Fuller Theological Seminary
- Ladd, George W. (1818–1892), US-amerikanischer Politiker
- Ladd, Harry Stephen (1899–1982), US-amerikanischer Paläontologe und Geologe
- Ladd, Hayley (* 1993), walisische Fußballspielerin
- Ladd, Herbert W. (1843–1913), US-amerikanischer Politiker
- Ladd, Jedd P. (1828–1894), US-amerikanischer Anwalt und Politiker, der State Auditor von Vermont war
- Ladd, Jesse A. (1887–1957), US-amerikanischer Offizier, Generalmajor der US-Army
- Ladd, Jordan (* 1975), US-amerikanische SchauspielerinJordan Ladd (* 1975)

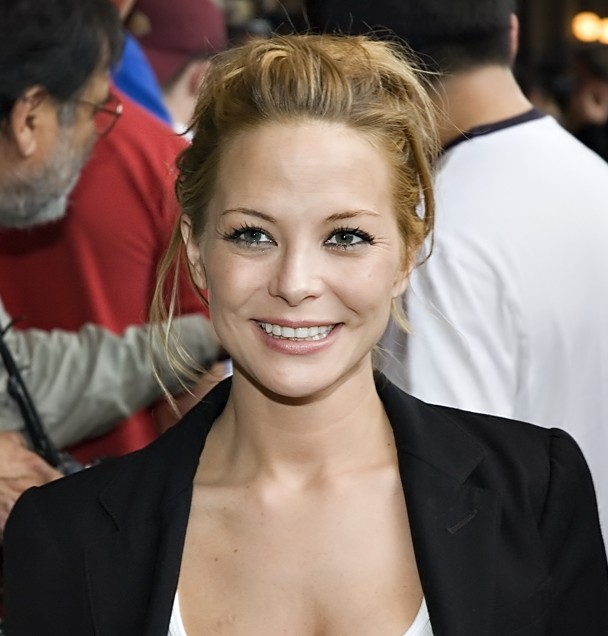
Jordan Ladd (* 1975)

- Ladd, Margaret (* 1942), US-amerikanische Schauspielerin
- Ladd, Mike, US-amerikanischer Hip-Hop-Musiker und Lyriker
- Ladd, Paddy (* 1952), englischer Gehörlosenwissenschaftler, Autor, Aktivist und Forscher zur Gehörlosenkultur
- Ladd, Paul, britischer UN-Beamter, Direktor des UNRISD
- Ladd, William (1815–1885), Instrumentenbauer in London
- Ladd, William E. (1880–1967), US-amerikanischer Chirurg
- Ladd-Franklin, Christine (1847–1930), US-amerikanische Mathematikerin und Psychologin
- Ladda, Herbert, deutscher Tischtennisspieler
- Laddé, Corrie (1915–1996), niederländische Schwimmerin
- Laddey, Emma (1841–1892), deutsche Schauspielerin und Schriftstellerin
- Laddey, Gustav (1796–1872), deutscher Theaterschauspieler, -intendant und -regisseur
- Laddi (* 1947), isländischer Schauspieler, Musiker und Synchronsprecher
- Laddish, Mandy (* 1992), US-amerikanische Fußballspielerin

### Lade
- Lade, Arno (1892–1944), deutscher Arbeiterfunktionär und Widerstandskämpfer
- Lade, Bernd Michael (* 1964), deutscher Schauspieler, Filmregisseur und Musiker
- Lade, Connor (* 1989), US-amerikanischer Fußballspieler
- Lade, Heinrich Eduard von (1817–1904), deutscher Bankier und Amateur-Astronom
- Lade, Jonathan (* 1999), deutscher Schauspieler
- Ladé, Karl (1909–1945), deutsch-französischer Widerstandskämpfer gegen das NS-Regime
- Lade, Kurt (1905–1973), deutscher Maler und Grafiker
- Lade, Kurt Alwin (1843–1922), deutscher Kommunalpolitiker; Oberbürgermeister von Gera
- Ladebäck, Adam (* 1992), schwedischer Fußballschiedsrichter
- Ladebeck, Artur (1891–1963), deutscher Pädagoge und Politiker (SPD), MdB
- Ladefoged Blazejewicz, Frederik (* 1996), dänischer Handballspieler
- Ladefoged, Peter (1925–2006), englischer Phonetiker
- Ladègaillerie, Jacques (* 1940), französischer Degenfechter
- Ladegast, Friedrich (1818–1905), deutscher OrgelbaumeisterFriedrich Ladegast (1818–1905)

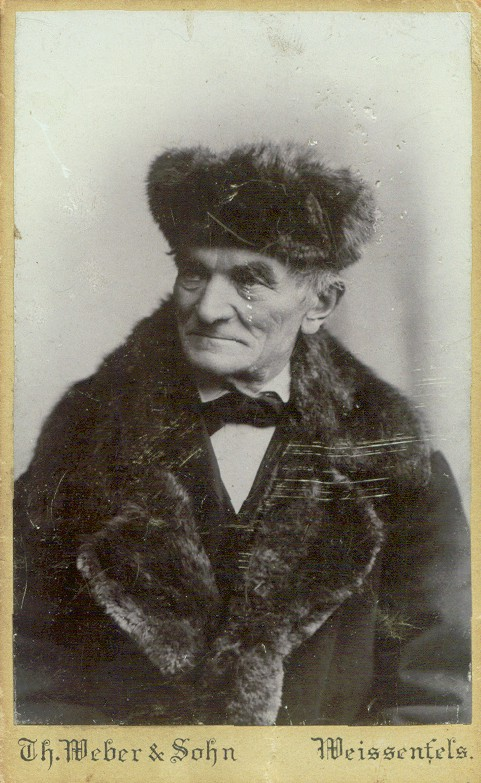
Friedrich Ladegast (1818–1905)

- Ladeischtschikow, Alexander Nikolajewitsch (* 1979), russischer Sprinter
- Ladejo, Du’aine (* 1971), britischer Sprinter
- Lademacher, Hartmut (* 1948), deutscher Unternehmer
- Lademacher, Horst (* 1931), deutscher Historiker
- Lademann, Albert (1795–1869), preußischer Generalmajor
- Lademann, Bruno (1877–1972), deutscher Maler, Grafiker und Kunstpädagoge
- Lademann, Christian (* 1975), deutscher Radrennfahrer
- Lademann, Erwin (1923–2015), deutscher Schriftsteller und Journalist
- Lademann, Friedbert (1873–1944), deutscher Generalmajor
- Lademann, Friedrich (1891–1966), deutscher Ingenieur, Verkehrsplaner und Leiter von Straßenbahngesellschaften
- Lademann, Fritz (1886–1968), deutscher Jurist in der Finanzverwaltung
- Lademann, Julia, deutsche Pflegewissenschaftlerin
- Lademann, Max (1896–1941), deutscher Politiker (KPD), MdR
- Lademann, Oskar (1840–1930), preußischer Generalleutnant und Kommandeur der 30. Division
- Lademann, Stephan Matthias, deutscher Pianist und Hochschullehrer
- Lademann, Wilhelm (1840–1919), preußischer Generalmajor
- Lademann, Willy (1884–1976), deutscher Altphilologe, Gymnasiallehrer und Dialektologe
- Laden, Bakr bin, saudi-arabischer Unternehmensleiter, Halbbruder von Osama Bin Laden
- Laden, Felix von der (* 1994), deutscher WebvideoproduzentFelix von der Laden (* 1994)

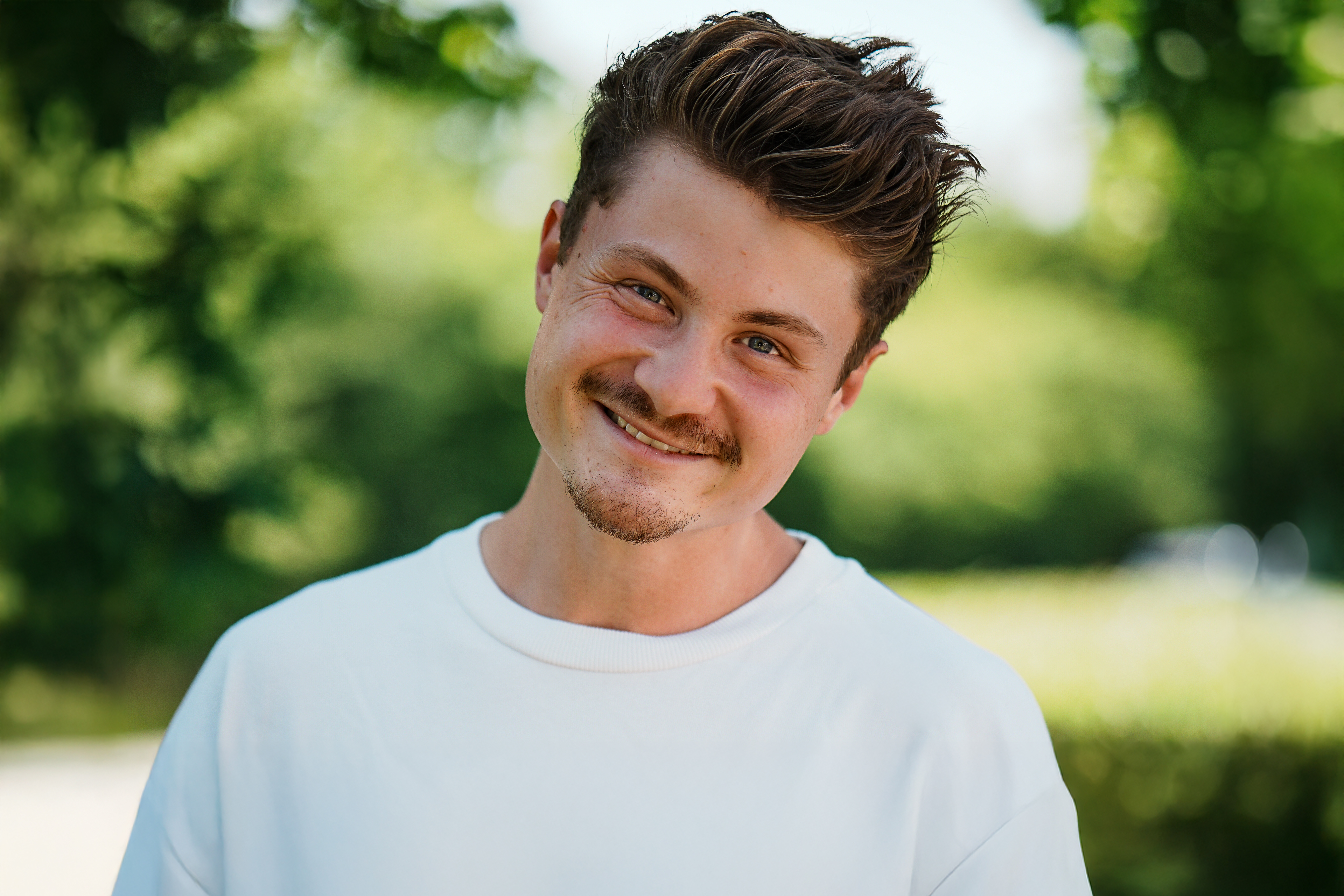
Felix von der Laden (* 1994)

- Laden, Muhammad bin (1908–1967), saudischer Bauunternehmer
- Laden, Robert, Maskenbildner und Spezialeffektkünstler
- Laden, Salim bin (1946–1988), saudi-arabischer Investor, Halbbruder von Osama Bin Laden
- Laden, Tarek bin (* 1947), saudi-arabischer Unternehmer, Halbbruder von Osama bin Laden
- Ladenbauer, Valentin (1942–2006), österreichischer Sportschütze
- Ladenberg, Adalbert von (1798–1855), preußischer Politiker
- Ladenberg, Johann Philipp von (1769–1847), preußischer Staatsbeamter, Ehrenbürger von Berlin
- Ladenburg, Albert (1842–1911), deutscher Chemiker
- Ladenburg, Carl (1827–1909), Bankier und Inhaber des Bankhauses "W. H. Ladenburg & Söhne", Ehrenbürger der Stadt Mannheim
- Ladenburg, Emil (1822–1902), deutscher Unternehmer und Bankier
- Ladenburg, Ernst (1854–1921), deutscher Unternehmer und Bankier
- Ladenburg, Leopold (1809–1889), deutscher Jurist und Nationalökonom
- Ladenburg, Rudolf (1882–1952), deutsch-amerikanischer Physiker
- Ladenburg, Seligmann (1797–1873), deutscher Bankier
- Ladenburg, Wolf (1766–1851), deutscher Bankier, jüdischer Händler und Bankhaus-Gründer in Mannheim
- Ladenburger, Jürgen (1955–2009), deutscher Drehbuchautor und Filmregisseur
- Ladenburger, Maria (1996–2016), deutsches Mordopfer
- Ladendorf, Heinz (1909–1992), deutscher Kunsthistoriker
- Ladendorf, Otto (1873–1911), deutscher Lehrer
- Ladendorf, Wilhelm (1898–1974), deutscher Politiker (SPD), MdA
- Ladendorff, Carl (1869–1947), deutscher Finanzbeamter und Politiker (Wirtschaftspartei), MdL
- Ladengast, Walter (1899–1980), österreichischer Schauspieler
- Ladenhauf, Karl Heinz (* 1947), österreichischer römisch-katholischer Theologe
- Ladenmacher, Georg († 1562), deutscher Kirchenlieddichter
- Ladensack, Johann Michael (1724–1790), deutscher Spiritualist
- Ladenthin, Volker (* 1953), deutscher ErziehungswissenschaftlerVolker Ladenthin (* 1953)

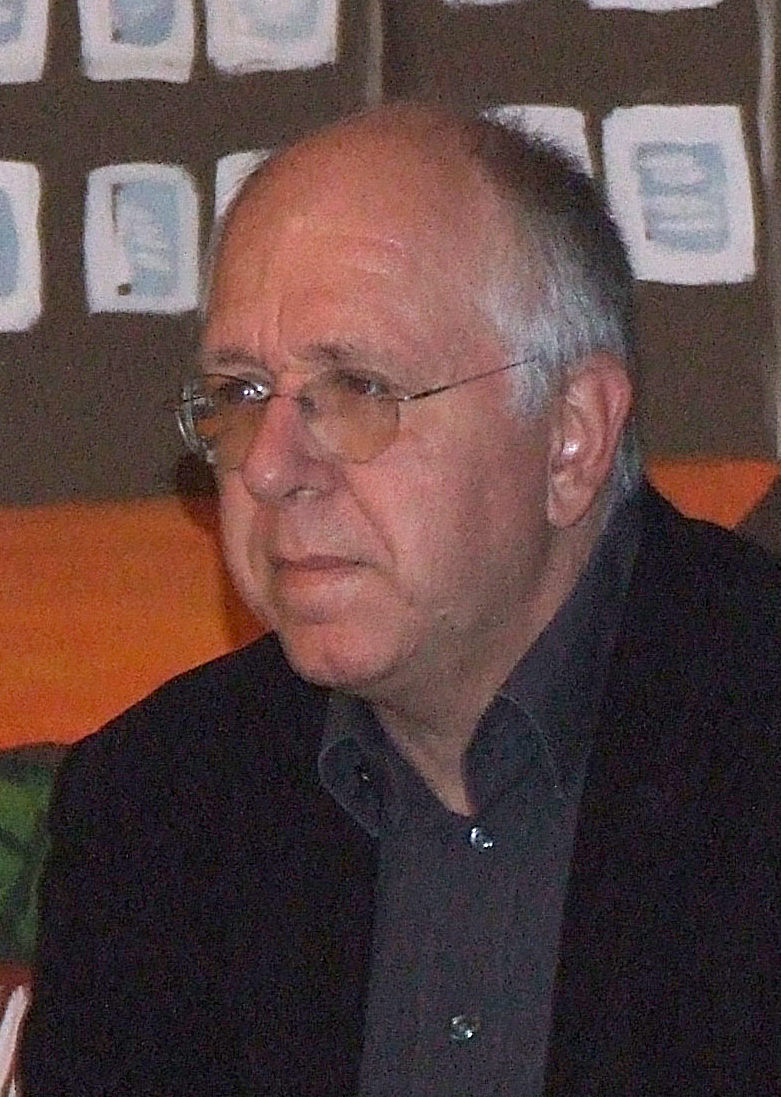
Volker Ladenthin (* 1953)

- Laderman, Carol (1932–2010), US-amerikanische Anthropologin
- Laderman, Ezra (1924–2015), US-amerikanischer Komponist
- Lades, Hans (1908–1987), deutscher Historiker
- Lades, Heinrich (1914–1990), deutscher Politiker (CSU), Oberbürgermeister von Erlangen (1959–1972)
- LaDeur, Axel (* 1966), deutscher Kirchenmusiker
- Ladeur, Karl-Heinz (* 1943), deutscher Rechtswissenschaftler
- Ladeuze, Paulin (1870–1940), belgischer katholischer Bischof, Theologe, Orientalist und Professor
- Ladevant, Louna (* 2000), französischer Eiskletterer
- Ladevèze, Pierre (* 1945), französischer Ingenieurwissenschaftler
- Ladewig, Annemarie (1919–1945), deutsche Graphikerin, Widerstandskämpferin und Opfer des Nationalsozialismus
- Ladewig, Carl Laser (1855–1926), Berliner Stadtverordneter, Justizrat, Notar und Rechtsanwalt
- Ladewig, Dieter (* 1953), deutscher Maler, Grafiker und Bildhauer
- Ladewig, Paul (1858–1940), deutscher Archivar und Bibliothekar
- Ladewig, Rudolf (1893–1945), deutscher Architekt, Widerstandskämpfer und Opfer des Nationalsozialismus
- Ladewig, Theodor († 1878), deutscher klassischer Philologe und Gymnasiallehrer
- Ladewig, Wilhelm (1906–1979), deutscher Zehnkämpfer und Hochspringer

### Ladg
- Ladgham, Bahi (1913–1998), tunesischer Politiker, Premierminister von Tunesien

### Ladi
- Ladić, Dražen (* 1963), jugoslawischer und kroatischer Fußballtorhüter und -trainerDražen Ladić (* 1963)

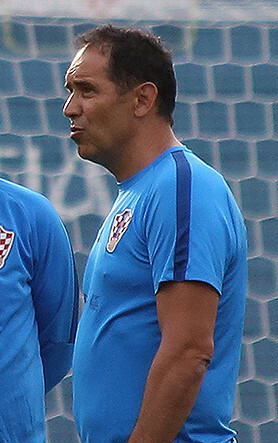
Dražen Ladić (* 1963)

- Ladig, Alexander (* 1974), deutscher Handballspieler
- Ladig, Lena (* 1994), deutsche Schauspielerin
- Ladiga, Mindaugas (* 1963), litauischer Politiker und Diplomat
- Ladiges, Ann (1935–2019), deutsche Fernsehansagerin, Journalistin und Autorin
- Ladiges, Pauline Yvonne (* 1948), australische Botanikerin
- Ladiges, Peter Michel (1933–2004), deutscher Hörspielregisseur
- Ladiges, Pracha (* 1972), deutscher Taekwondokämpfer
- Ladiges, Werner (1910–1984), deutscher Zoologe und Aquaristik-Autor
- Ladik, Katalin (* 1942), jugoslawisch-ungarische Poetin, Performerin und Filmschaffende
- Ladin, Eden (* 1987), US-amerikanischer Jazzmusiker (Piano, Komposition)
- Ladin, Eric (* 1978), US-amerikanischer Schauspieler
- Ladin, Joy (* 1961), US-amerikanische Schriftstellerin und Literaturprofessorin, erste offizielle transgender Professorin an einer orthodoxen jüdischen Hochschule
- Ladine, Clinton (* 1971), US-amerikanischer Basketballspieler
- Ladino, Gregorio (* 1973), kolumbianischer Radrennfahrer
- Ladischensky, Dimitri (* 1972), dänischer Journalist und Autor
- Ladislaus I. (1048–1095), ungarischer König (1077–1095) Ladislaus I. genannt der Heilige
- Ladislaus II. (1131–1163), ungarischer Gegenkönig (Juli 1162 – 14. Januar 1163)
- Ladislaus III. († 1205), ungarischer König Ladislaus III. genannt das Kind (1204–1205)
- Ladislaus IV. (1262–1290), ungarischer König Ladislaus IV. genannt der Kumane (1272–1290)
- Ladislaus Philipp von Österreich (1875–1895), österreichischer Erzherzog und Offizier
- Ladislaus Postumus (1440–1457), Herzog von Österreich, König von Böhmen und UngarnLadislaus Postumus (1440–1457)

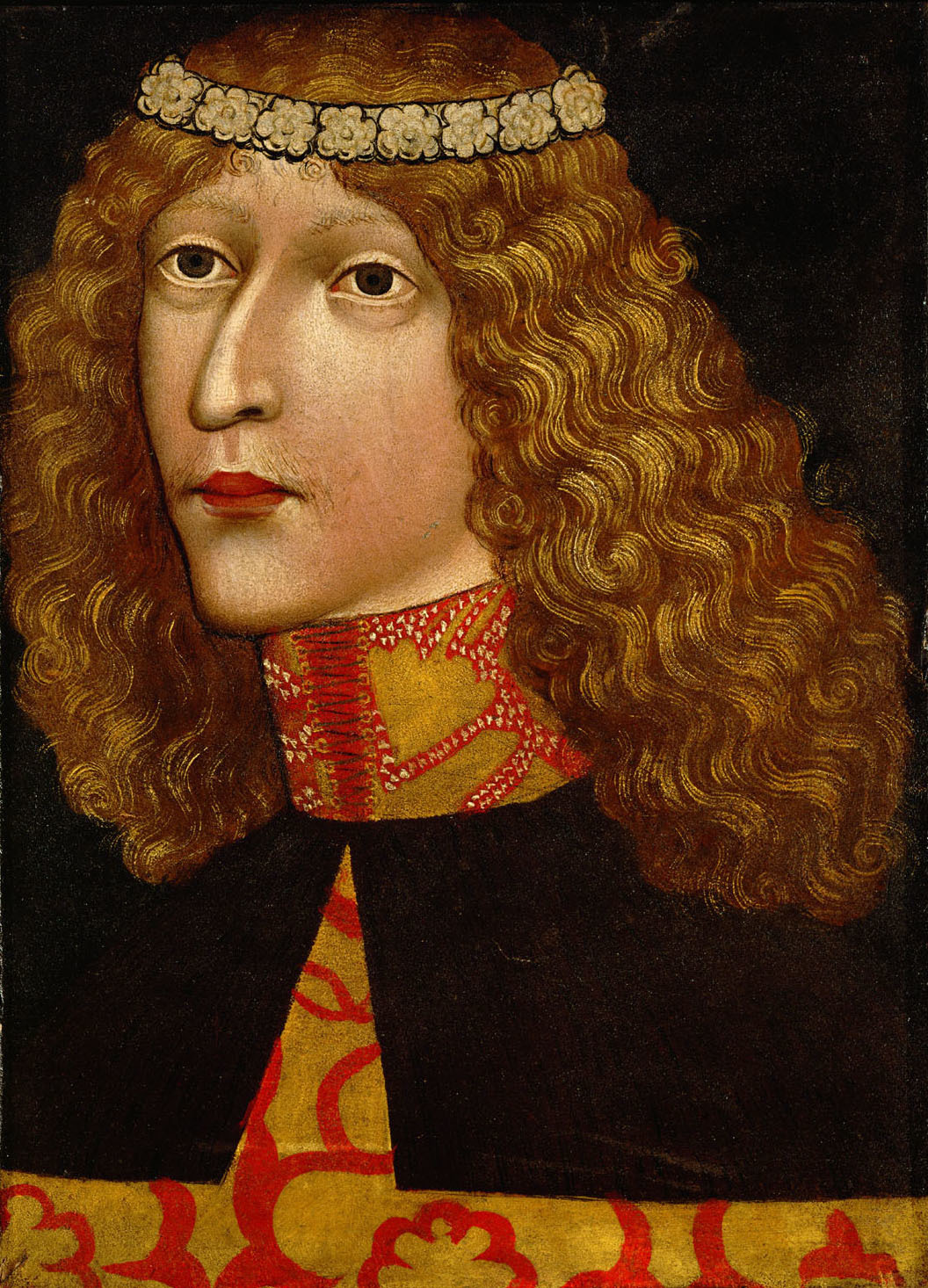
Ladislaus Postumus (1440–1457)

- Ladislaus von Fraunberg-Haag († 1566), Reichsgraf zu Haag
- Ladislaus von Gielniów (1440–1505), polnischer Bernhardinermönch und Dichter
- Ladislaus von Neapel (1376–1414), König von Neapel und Titularkönig von Jerusalem, Fürst von Tarent
- Ladiver, Elias († 1686), Pädagoge und Dramatiker

### Ladj
- Ladjali, Abdelmalik (* 1993), französischer Boxer
- Ladjar, Leo Laba (* 1943), indonesischer Ordensgeistlicher, emeritierter römisch-katholischer Bischof von Jayapura

### Ladk
- Ladkani, Peter (* 1970), ungarischer Regisseur und Drehbuchautor

### Ladl
- Ladler, Joachim (* 1975), österreichischer Extremsportler
- Ladley, Matthew (* 1991), US-amerikanischer Snowboarder

### Ladm
- Ladmiral, Charles (* 1970), deutscher Filmeditor
- Ladmiral, Jean-René (* 1942), französischer Sprachwissenschaftler und Philosoph
- Ladmirault, Paul (1877–1944), französischer Komponist
- Ladmirault, Paul de (1808–1898), französischer General

### Ladn
- Ladner, Andris (* 1990), Schweizer Unihockeyspieler
- Ladner, Gerhard (1911–1989), deutscher Filmarchitekt
- Ladner, Gerhart B. (1905–1993), österreichisch-amerikanischer Mediävist und Kunsthistoriker
- Ladner, Hans (1930–2001), österreichischer Bildhauer, Hochschullehrer in München
- Ladner, Johann (1707–1779), österreichischer spätbarocker Bildhauer
- Ladner, Marco (* 1998), österreichischer Ski Freestyler
- Ladner, Max (1889–1963), Schweizer Buddhist
- Ladner, Pascal (1933–2021), Schweizer Historiker
- Ladner, Valentin (* 1990), Schweizer Unihockeyspieler
- Ladnier, Tommy (1900–1939), US-amerikanischer Jazz-Trompeter

### Lado
- Lado, Aldo (1934–2023), italienischer Filmregisseur und Drehbuchautor
- Ladocsi, Gáspár (* 1952), ungarischer Geistlicher und emeritierter Weihbischof in Esztergom-Budapest
- Ladomus, Johann Friedrich (1783–1854), deutscher Mathematiker und Hochschullehrer
- Ladon, Rogen (* 1993), philippinischer Boxer
- La’Donna, Charm (* 1988), US-amerikanische Tänzerin, Choreografin und Sängerin
- Ladopoulos, Dionysios (1929–2008), griechischer Bischof
- Lador, Mordechai (* 1923), israelischer Diplomat
- Lador, Pierre Yves (* 1942), Schweizer Bibliothekar und Schriftsteller
- Lador-Fresher, Talya (* 1962), israelische DiplomatinTalya Lador-Fresher (* 1962)

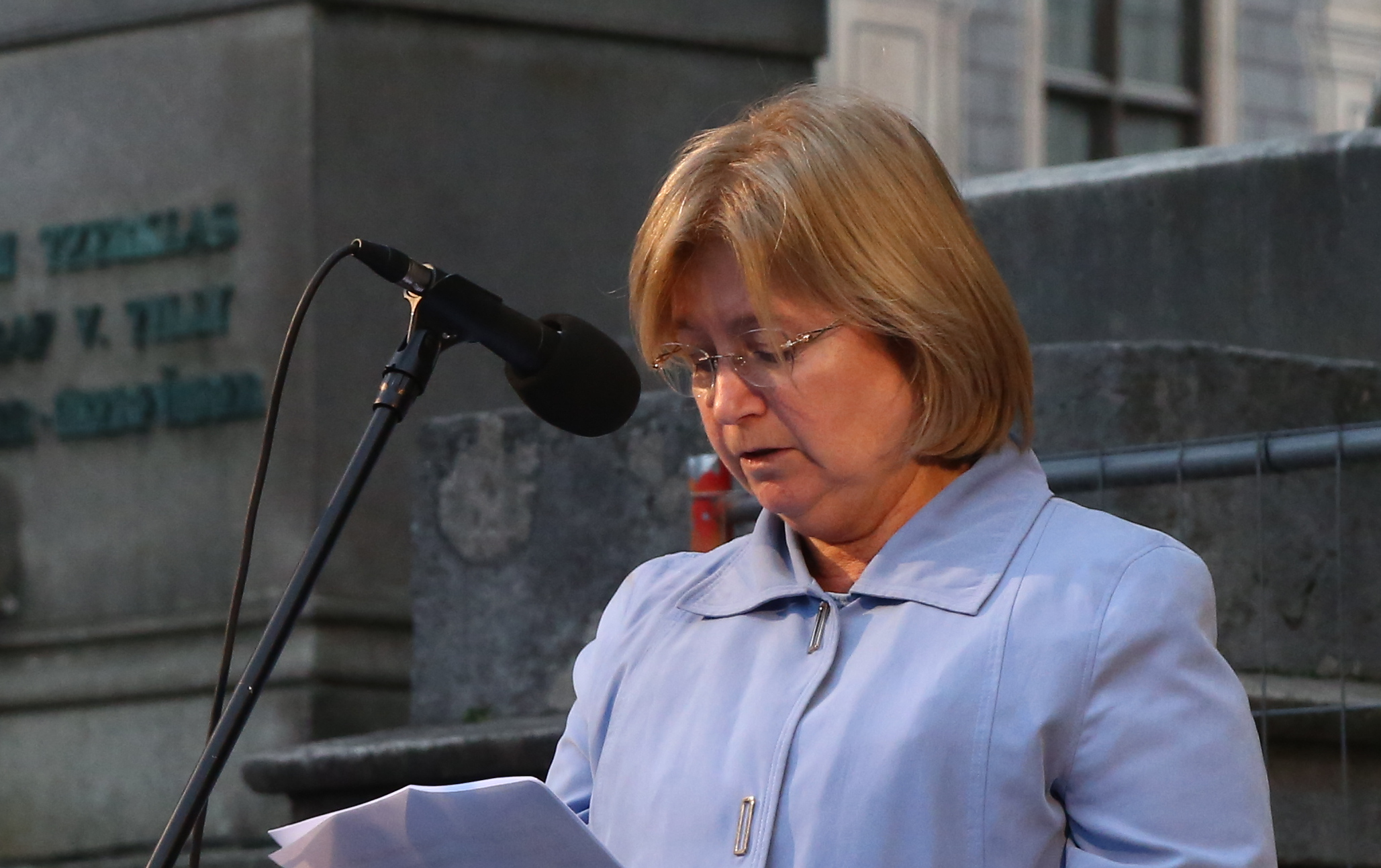
Talya Lador-Fresher (* 1962)

- Ładoś, Aleksander (1891–1963), polnischer Diplomat, Konsularbeamter, Publizist und Politiker
- Ladoși, Sanda (* 1970), rumänische Popsängerin
- Ladoucette, Jean Charles François de (1772–1848), französischer Präfekt und Schriftsteller
- Ladouceur, L. P. (* 1981), kanadischer American-Football-Spieler
- Ladouceur, Marc-André (* 1983), kanadischer Pokerspieler
- Ladouceur, Paul (1944–2025), kanadischer orthodoxer Theologe und Hochschullehrer
- Ladouceur, Randy (* 1960), kanadischer Eishockeyspieler und -trainer
- Ladoumègue, Jules (1906–1973), französischer Leichtathlet
- Ladowski, Nikolai Alexandrowitsch (1881–1941), russischer Architekt und Hochschullehrer

### Ladr
- Ladreit de Lacharrière, Guy (1919–1987), französischer Jurist und Vizepräsident des Internationalen Gerichtshofs
- Ladrillero, Juan (1495–1582), spanischer Entdecker
- Ladrón de Guevara, Diego (1641–1718), Bischof von Quito und Vizekönig von Peru
- Ladrón de Guevara, Enrique (1927–2014), mexikanischer Reitsportler und Funktionär
- Ladrón de Guevara, Rafael (* 1952), spanischer Radrennfahrer
- Ladrönn, José (* 1967), mexikanischer Comiczeichner
- Ladrow, Wally (1895–1974), US-amerikanischer Footballspieler

### Lads
- Ladschin († 1299), Sultan der Mamluken in Ägypten
- Ladson, James (1753–1812), US-amerikanischer PolitikerJames Ladson (1753–1812)

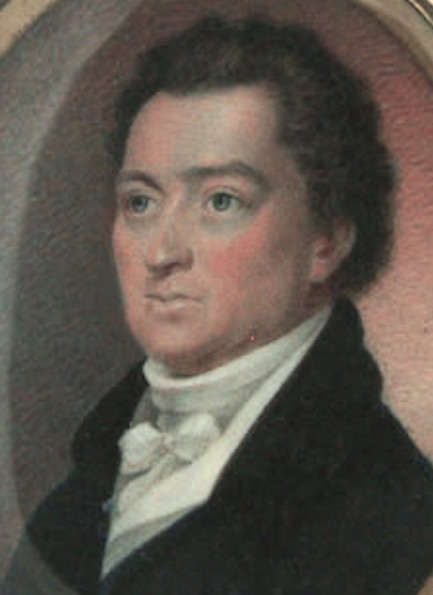
James Ladson (1753–1812)

- Ladson, James H. (1795–1868), amerikanischer Plantagenbesitzer und Geschäftsmann
- Ladson-Billings, Gloria (* 1947), US-amerikanische Erziehungswissenschaftlerin
- Ladstädter, Uwe (* 1942), österreichischer Schriftsteller
- Ladstätter, Ida (* 1965), österreichische Skirennläuferin
- Ladstätter, Jakob (1804–1875), österreichischer Orgelbauer
- Ladstätter, Konrad Kurt (* 1968), italienischer Skirennläufer
- Ladstätter, Sabine (1968–2024), österreichische Klassische Archäologin

### Ladu
- Laduch, Rainer (* 1959), deutscher Fußballtorhüter
- LaDue, Paul (* 1992), US-amerikanischer Eishockeyspieler
- Ladue, Peter W. (* 1950), US-amerikanischer Filmregisseur, Filmproduzent, Kameramann und Autor
- LaDuke, Jeanne (* 1938), US-amerikanische Mathematikerin
- LaDuke, Vincent (1929–1992), US-amerikanischer Medizinmann der Anishinabe-Indianer
- LaDuke, Winona (* 1959), indianische Aktivistin, Umweltschützerin, Ökonomin und Schriftstellerin
- Ladurner, Angelica (* 1967), österreichische Schauspielerin, Sängerin, Regisseurin und Autorin
- Ladurner, Daniel (* 1992), italienischer Bergsteiger (Südtirol)Daniel Ladurner (* 1992)

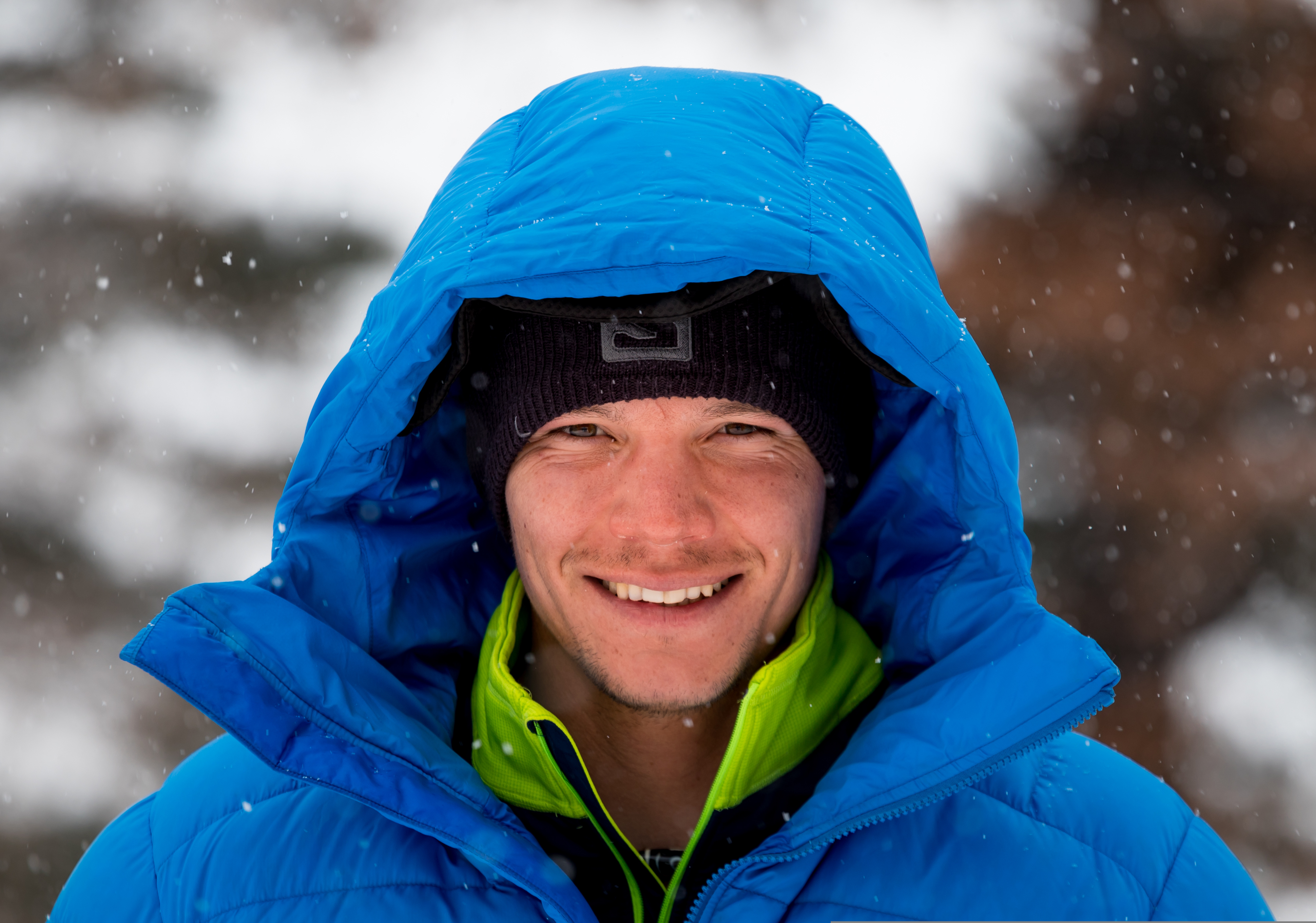
Daniel Ladurner (* 1992)

- Ladurner, Ignaz Anton (1766–1839), Komponist
- Ladurner, Jasmin (* 1993), italienische Politikerin (Südtirol)
- Ladurner, Josef (1908–1997), österreichischer Geologe und Hochschullehrer
- Ladurner, Justinian (1808–1874), österreichischer Franziskaner und Historiker
- Ladurner, Martina (* 1969), italienische Politikerin (SVP)
- Ladurner, Maximilian (* 2001), italienischer Basketballspieler
- Ladurner, Oliver (* 1969), österreichischer Politiker (ÖVP), Landtagsabgeordneter zum Vorarlberger Landtag
- Ladurner, Rudolf (1952–2019), italienischer Regisseur und Theaterleiter (Südtirol)
- Ladurner, Ulrich (* 1962), italienischer JournalistUlrich Ladurner (* 1962)

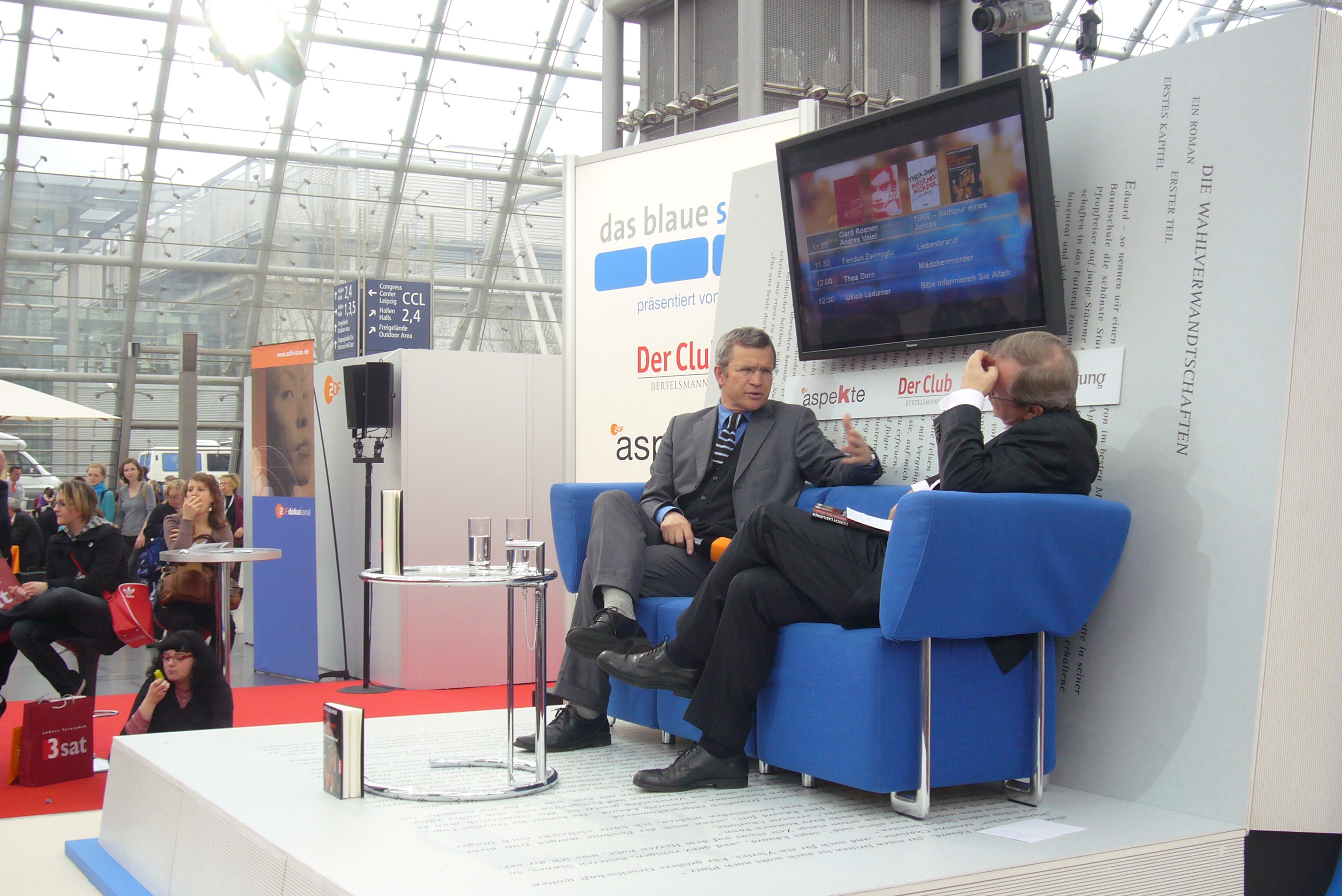
Ulrich Ladurner (* 1962)

- Ladurner-Parthanes, Mathias (1927–2018), italienischer Bauer, Politiker und Heimatforscher (Südtirol)
- Ladurner-Parthanes, Matthias (1894–1986), österreichisch-italienischer Bauer, Volkskundler und Heimatforscher (Südtirol)

### Ladv
- Ladva, Ottomar (* 1997), estnischer Schach- und Pokerspieler

### Ladw
- Ladwig, Alfred, deutscher Fußballspieler
- Ladwig, Arthur (1902–1944), deutscher Kommunist und Widerstandskämpfer gegen den Nationalsozialismus
- Ladwig, Bernd (* 1966), deutscher Politikwissenschaftler und Hochschullehrer
- Ladwig, Désirée (* 1964), deutsche Volks- und Betriebswirtin
- Ladwig, Eberhard (1923–2006), deutscher Botaniker
- Ladwig, Gillian (* 1998), deutscher Leichtathlet
- Ladwig, Harald (1902–1945), deutscher Jurist und Verwaltungsbeamter
- Ladwig, Manfred, deutscher Fernsehjournalist
- Ladwig, Peter (* 1952), deutscher Songwriter, Gitarrist und Sänger
- Ladwig, Roland (1935–2014), deutscher Maler
- Ladwig, Stephanie (* 1966), deutsche Politikerin, Landrätin
- Ladwig, Uwe (* 1962), deutscher Musiker und Autor
- Ladwig, Werner (1899–1934), deutscher Dirigent
- Ladwig-Winters, Simone (* 1955), deutsche Politikwissenschaftlerin

### Lady
- Lady Blackbird (* 1985), US-amerikanische Jazz- und Soulsängerin
- Lady Bunny (* 1962), US-amerikanische Drag Queen
- Lady G (* 1968), jamaikanische Dancehall- und Reggae-Musikerin
- Lady Gaga (* 1986), US-amerikanische Sängerin, Songwriterin und SchauspielerinLady Gaga (* 1986)

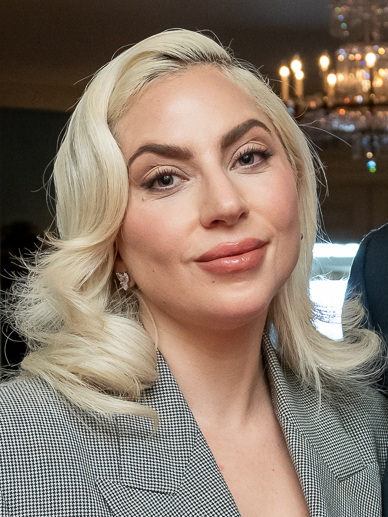
Lady Gaga (* 1986)

- Lady Godiva, angelsächsische Adlige
- Lady Inglis (1833–1904), englische Memoirenschreiberin
- Lady Linn (* 1981), belgische Popsängerin
- Lady Lisha (* 1985), deutsche R&B-Sängerin
- Lady Lova, französische Dancehall-Sängerin
- Lady Saw (* 1972), jamaikanische Dancehall-Reggae-Künstlerin
- Lady Sovereign (* 1985), britische Musikerin, Hip-Hop-MC
- Ladygin, Anton Sergejewitsch (* 1989), russischer Automobilrennfahrer
- Ladygin, Kirill Sergejewitsch (* 1978), russischer Automobilrennfahrer
- Ladygin, Sergei Wassiljewitsch (* 1967), russischer Handballspieler
- Ladygina-Kohts, Nadeschda Nikolajewna (1889–1963), russische Psychologin und Verhaltensforscherin
- Ladyhawke (* 1979), neuseeländische Musikerin
- Ladynina, Marina Alexejewna (1908–2003), sowjetische Schauspielerin
- Ladyschenskaja, Olga Alexandrowna (1922–2004), sowjetisch-russische Mathematikerin und Physikerin
- Ładysz, Bernard (1922–2020), polnischer Opernsänger
- Ladyva (* 1988), Schweizer MusikerinLadyva (* 1988)

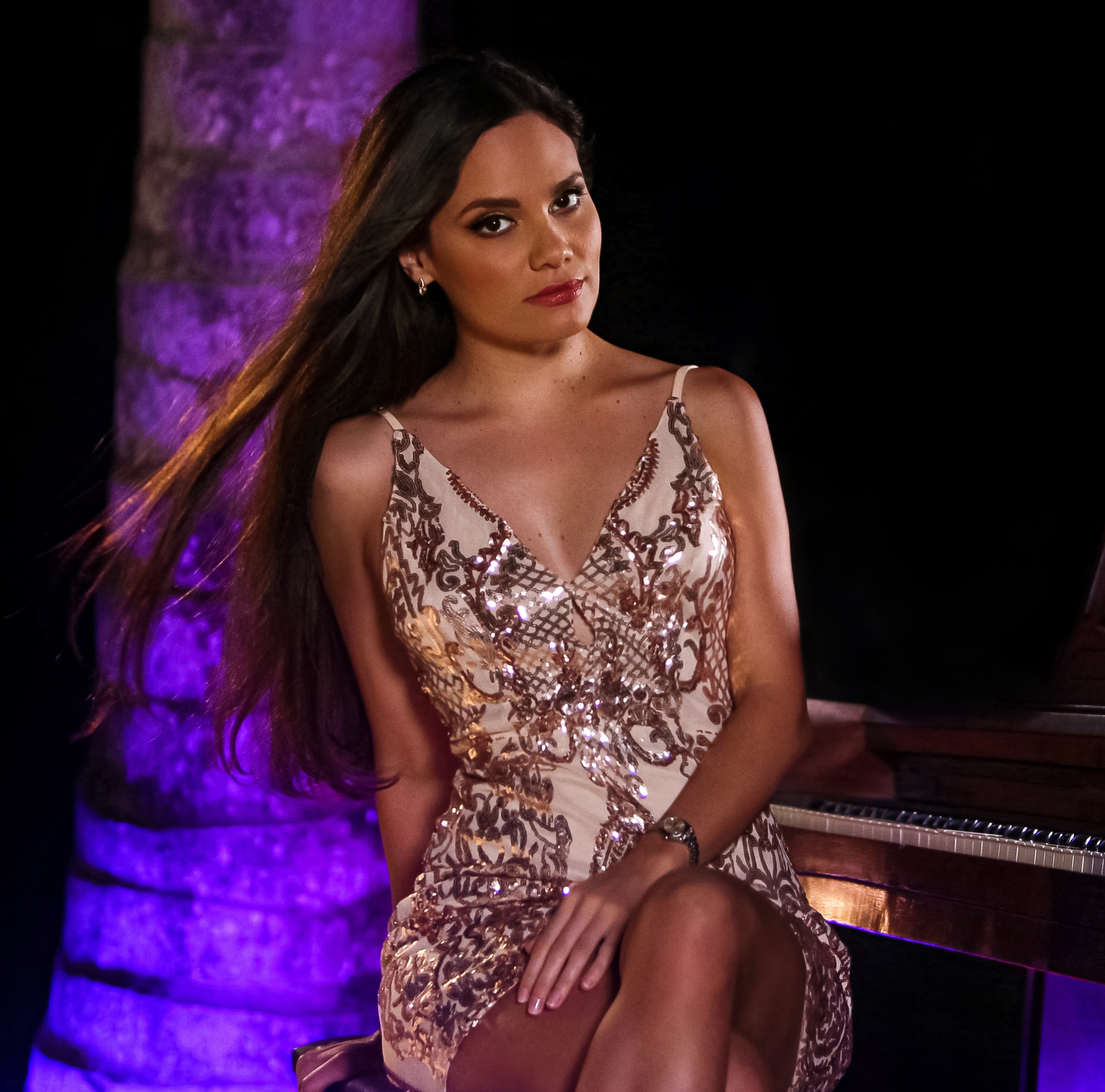
Ladyva (* 1988)

### Ladz
- Ladzekpo, Alfred, ghanaischer Perkussionist
- Ladzekpo, Kobla, ghanaischer Perkussionist
- Ladzinski, Thomas (* 1989), deutscher Politiker (AfD)